# Dorum

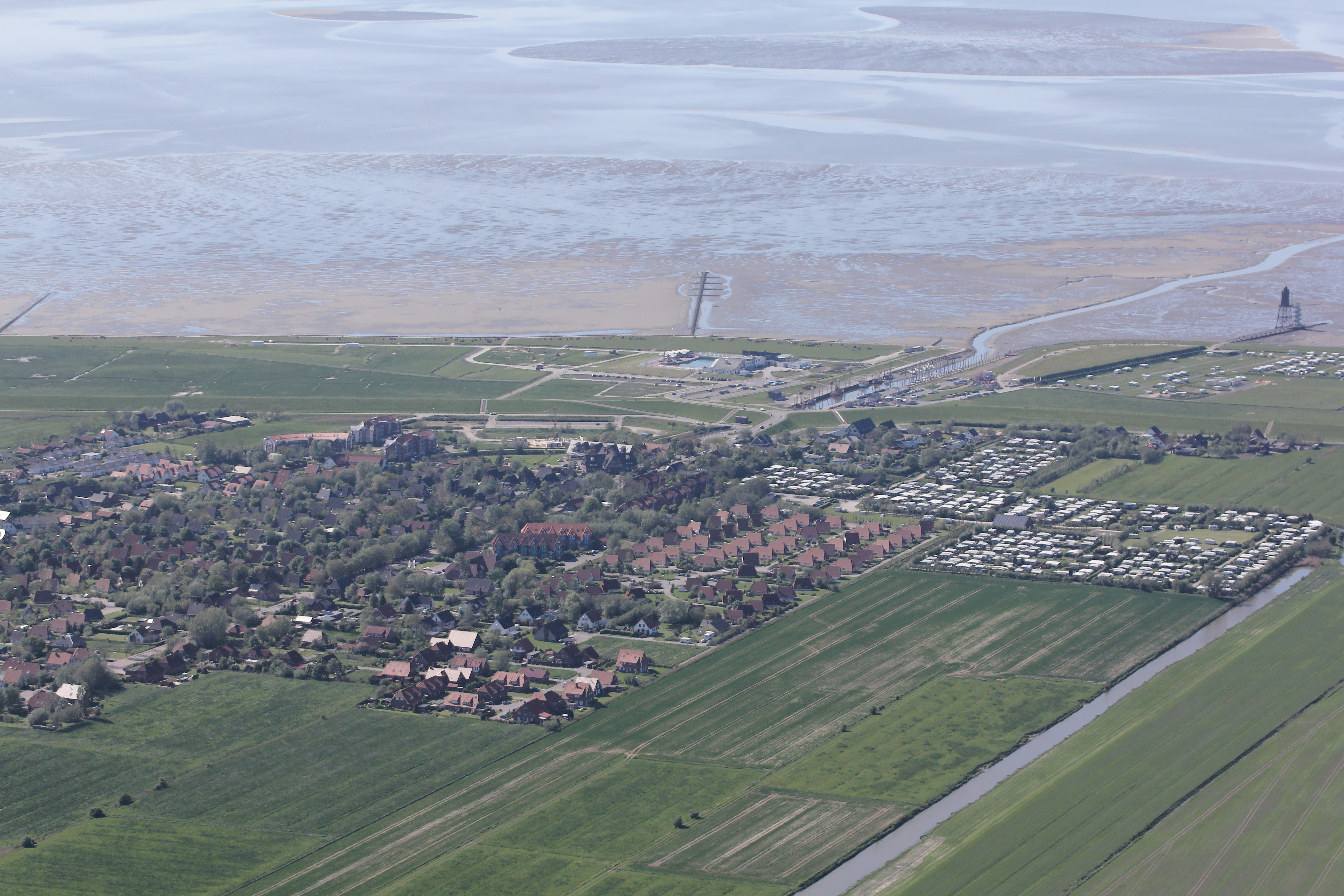
Luftaufnahme des Ortsteils Dorum-Neufeld

Dorum ist eine Ortschaft in der Gemeinde Wurster Nordseeküste im niedersächsischen Landkreis Cuxhaven. Dorum trug früher die Bezeichnung Nordseebad.

## Geografie

### Lage
Neben dem Hauptort Dorum existiert in sechs Kilometer Entfernung Dorum Altendeich und in sieben Kilometer Entfernung Dorum-Neufeld. Letztgenannter Ortsteil von Dorum liegt direkt an der Nordseeküste und hat einen Sielhafen. Im Lande Wursten stellt Dorum die Mitte dar und liegt zwischen der Geest und dem Nordseedeich.
Cuxhaven liegt 20 Kilometer nördlich und Bremerhaven 20 Kilometer südlich von Dorum.

### Nachbarorte
| Nordholz – Ortsteil Cappel-Neufeld | Cappel                                      | Midlum                   |
| Padingbüttel                       | Kompassrose, die auf Nachbargemeinden zeigt |                          |
| Mulsum                             |                                             | Holßel (Stadt Geestland) |

(Quelle:)

## Geschichte
Das Gebiet von Dorum wie das Land Wursten wurden seit dem 6. Jahrhundert von Friesen besiedelt, nachdem die Sachsen das Gebiet verlassen hatten.

### Mittelalter und Frühe Neuzeit
Es wurden erste besiedelte Warften errichtet, die dann bis ins Mittelalter zusammenwuchsen, so dass die zwei Dorfwurten Dorum und Alsum entstanden sowie die Siedlungs- und Hofwurten Altendeich, Blickhausen, Dorumer Tief, Feldsating, Helmenburg, Heuhausen, Knakenburg, Krähenburg, Marren, Neufeld, Oberhausen, Strich, Süderwarden, Themeln und Valge.
Im 11. Jahrhundert wurde der erste durchgehende Winterdeich mit dem Namen Niederstrich errichtet. Von 1238 an zählte Dorum zur alten freien Wurster Bauernrepublik, die von 16 Ratgebern beherrscht wurde. Bei Streitfragen wurde das Dorumer Landgericht angerufen.
Die ältesten Bauteile der auf dem Marktplatz befindlichen St.-Urbanus-Kirche reichen auf das 13. Jahrhundert zurück. 1312 wurde Dorum erstmals urkundlich als „Dornem“ erwähnt. Der Bremer Erzbischof Christoph von Braunschweig-Wolfenbüttel besiegte 1517 die Wurster am Wremer Tief und 1524 auf dem Mulsumer Friedhof, sodass fortan auch Dorums Bestandteil der freien Wurster Bauernrepublik unterging und dem Erzbistum Bremen unterstellt wurde. 1534 ist Dorum evangelisch geworden. Seit dem 17. Jahrhundert trägt Dorum den heutigen Namen. Der Bremer Erzbischof Johann Friedrich von Schleswig-Holstein-Gottorf gestattet 1601, dass im Ort eine Lateinschule gegründet wird. 1619 wurde der Bau des damals 3,60 Meter hohen Seedeichs abgeschlossen, der jedoch in den Folgejahren immer von Sturmfluten beschädigt wurde.
Die Schweden herrschten eine Zeit über Dorum, wovon auch heute noch Schwedentafeln in der St.-Urbanus-Kirche zeugen. Sie stationierten ihre Steuereintreiber im Ort. Nachdem Dorum bis 1715 unter schwedischer Herrschaft stand, wurde es 1717 Teil vom Kurfürstentum Braunschweig-Lüneburg. Am 16. Juli 1757 zerstörte ein Großfeuer innerhalb von zwei Stunden nahezu den gesamten Ort. Es brannten etwa 200 Häuser nieder. Dies überstanden unbeschadet nur neun Häuser, das Armenhaus und die Kirche ohne Turmspitze. Unter den damaligen Flüchtlingen war auch der spätere bekannte Lilienthaler Pastor Johann Wilhelm Hönert.

### 19., 20. und 21. Jahrhundert
1805 wurde Dorum von den Franzosen besetzt gehalten. Der König von Westfalen Jérôme Bonaparte stattet in dieser Zeit dem Ort einen Besuch ab. In der Zeit der französischen Besetzung leistete der Dorumer Rektor Johann Georg Repsold Widerstand. Mit dem Wiener Kongress wurde Dorum ab 1815 Teil des Königreichs Hannover. 1852 wurde das Amtsgericht Dorum gebildet. 1854 wurde aus der einstigen Lateinschule eine eigenständige Rektorenschule. Ab 1866 gehörte Dorum zu Preußen.
Dorum erhielt 1921 Strom und 1936 mit dem Bau einer 6,5 Kilometer langen Wasserleitung eine Wasserversorgung. Bis Mitte des 20. Jahrhunderts war das Ortswesen ländlich durch eine Vielzahl an Bauernhöfen und Dorfläden gekennzeichnet. Daran hat sich in der Weimarer Republik und im Dritten Reich wenig geändert.

### NS-Zeit
Dorum gehörte ab 1932 zum Landkreis Wesermünde, vorher gehörte es zum Kreis Lehe. Das Amt Dorum liegt auf dem Gebiet der am 1. Januar 2015 gegründeten Einheitsgemeinde Wurster Nordseeküste. Die Verwaltung der neuen Gemeinde befindet sich teils in Dorum, teils in Nordholz. Nach der Machtergreifung Hitlers am 30. Januar 1933 fand in Dorum am Sonnabendabend (3. Februar 1933) im „Landeshaus“ eine gut besuchte Kundgebung der Hitlerjugend statt. Der Hitlerjugendführer Döscher (Cuxhaven) erläuterte den Gedanken der Hitlerjugend. Am Sonntagmorgen marschierte ein Teil der Bremerhavener SA, der Cuxhavener SS, der Wurster SA und der HJ Cuxhaven nach voraufgegangenem Kirchgang durch den Ort. Bei der Kreistagswahl am 12. März 1933 im Landkreis Wesermünde erzielte die NSDAP in Dorum mit 34,2 % der Stimmen die Stimmenmehrheit, weitabgeschlagen folgte die SPD auf dem zweiten Platz mit 26,8 %. Ebenso bei der Provinzallandtagswahl 1933. Die lokale SPD stand in ihrer Auseinandersetzung mit der NSDAP, die sie auf dem politischen und propagandistischen Sektor geführt hatte, allein. Die KPD war nicht wie die SPD bereit, die parlamentarische Republik zu verteidigen, und die bürgerlichen Parteien dachten schließlich nur an die 'ordnungsgemäße' Weiterführung der Verwaltung.
Nach der Machtergreifung wurde auch bei der Dorumer Feuerwehr das Führerprinzip eingeführt. Das gesamte Feuerwehrwesen wurde dem Chef der Deutschen Polizei unterstellt. Während der Kriegsjahre versahen Frauen und ältere Schüler den Feuerlöschdienst.
Während des Krieges hatte die NSDAP im Kreis Wesermünde nicht nur die politische Arbeit im engeren Sinne übernommen, sondern auch die Organisation des Luftschutzes. Beauftragter der Partei war Kreishauptstellenleiter Hortung. 1944 kam noch die Organisation des Volkssturms dazu.
Auch in Dorum wurden im Zweiten Weltkrieg Kriegsgefangene und Zwangsarbeiter oft unter unmenschlichen Bedingungen eingesetzt, meist in der Landwirtschaft oder im Straßen- und Deichbau. So verstarb zum Beispiel Jan Schaposchnikow aus Dorum nach 11 Wochen im Zwangsarbeitslager am 8. Oktober  1944 an „Herzschwäche“, andere an „Lebensmüdigkeit“ usw. Im Zweiten Weltkrieg gingen auf Dorum Bomben und Tieffliegerangriffe nieder, die jedoch den Ort nicht zerstörten.

### Nachkriegszeit
Das Ortsbild hat sich nach dem Zweiten Weltkrieg durch die Ausweisung von Baugebieten mit dem Vorhandensein junger Familien und einem günstigen Preisniveau für Bauland wesentlich verändert. Jetzt überwiegt der Bestand von Einfamilienhäusern und Einzelhandelsketten. Bei der Ortsentwicklung wurden teilweise vorhandene historische Gebäude durch Neubauten ersetzt. Am Standort des Franzosenhauses wurde der Parkplatz der Kreissparkasse geschaffen und auf dem Gelände des früher existierenden Ringsche Hof wurde ein Einkaufszentrum errichtet.
Am 1. Januar 2011 verlor Dorum den Status Nordseebad.

### Herkunft des Ortsnamens
Erstmals wurde der Name „Dorum“ 1312 urkundlich erwähnt. Bevor der Ortsname endgültig zu „Dorum“ geworden ist, hieß der Ort „Dornem“ oder auch „Thornum“. „Dorn“-„hem“ gehört zu friesisch (und niederdeutsch) „thorn, dorn“ und bedeutet wahrscheinlich „Dornen“-„Siedlung“. Andere Formen waren „Dornum“, „Dhornem“ und „Dorumb“ und hat den heutigen Namen Dorum im 17. Jahrhundert erhalten.

### Eingemeindungen
Im Zuge der Gebietsreform in Niedersachsen, die am 1. März 1974 stattfand, schlossen sich die Gemeinden Dorum, Mulsum, Midlum, Padingbüttel, Cappel, Misselwarden und Wremen zur Samtgemeinde Land Wursten zusammen.
Zum 1. Januar 2015 bildeten die Samtgemeinde Land Wursten und die Gemeinde Nordholz die neue Gemeinde Wurster Nordseeküste im Landkreis Cuxhaven.

### Einwohnerentwicklung
| Jahr | Einwohner | Quelle |
| ---- | --------- | ------ |
| 1885 | 1774      | [ 12 ] |
| 1910 | 1974      | [ 13 ] |
| 1933 | 2179      | [ 12 ] |
| 1939 | 2307      | [ 12 ] |
| 1950 | 3699      | [ 14 ] |
| 1956 | 3098      | [ 14 ] |
| 1961 | 2923      | [ 15 ] |
| 1970 | 2760      | [ 15 ] |
| 1973 | 2762      | [ 16 ] |
| 1975 | 02636 ¹   | [ 17 ] |

| Jahr | Einwohner | Quelle |
| ---- | --------- | ------ |
| 1980 | 2489 ¹    | [ 18 ] |
| 1985 | 2461 ¹    | [ 18 ] |
| 1990 | 2605 ¹    | [ 18 ] |
| 1995 | 2756 ¹    | [ 18 ] |
| 2000 | 3344 ¹    | [ 18 ] |
| 2005 | 3595 ¹    | [ 18 ] |
| 2010 | 3654 ¹    | [ 18 ] |
| 2014 | 3837 ¹    | [ 18 ] |
| 2017 | 35880     | [ 1 ]  |
| 0    | 0         | 0      |

¹ jeweils zum 31. Dezember
|  |

## Politik

### Ortsrat
Der Ortsrat von Dorum setzt sich aus fünf Mitgliedern zusammen. Die Ratsmitglieder werden durch eine Kommunalwahl für jeweils fünf Jahre gewählt. Die aktuelle Amtszeit begann am 1. November 2021 und endet am 31. Oktober 2026.

Aus den Ergebnissen der vergangenen Ortsratswahlen ergaben sich folgende Sitzverteilungen:
| Wahljahr | CDU | SPD | Grüne | Gesamt  |
| -------- | --- | --- | ----- | ------- |
| 2021     | 2   | 2   | 1     | 5 Sitze |
| 2016     | 3   | 2   | –     | 5 Sitze |

### Ortsbürgermeister

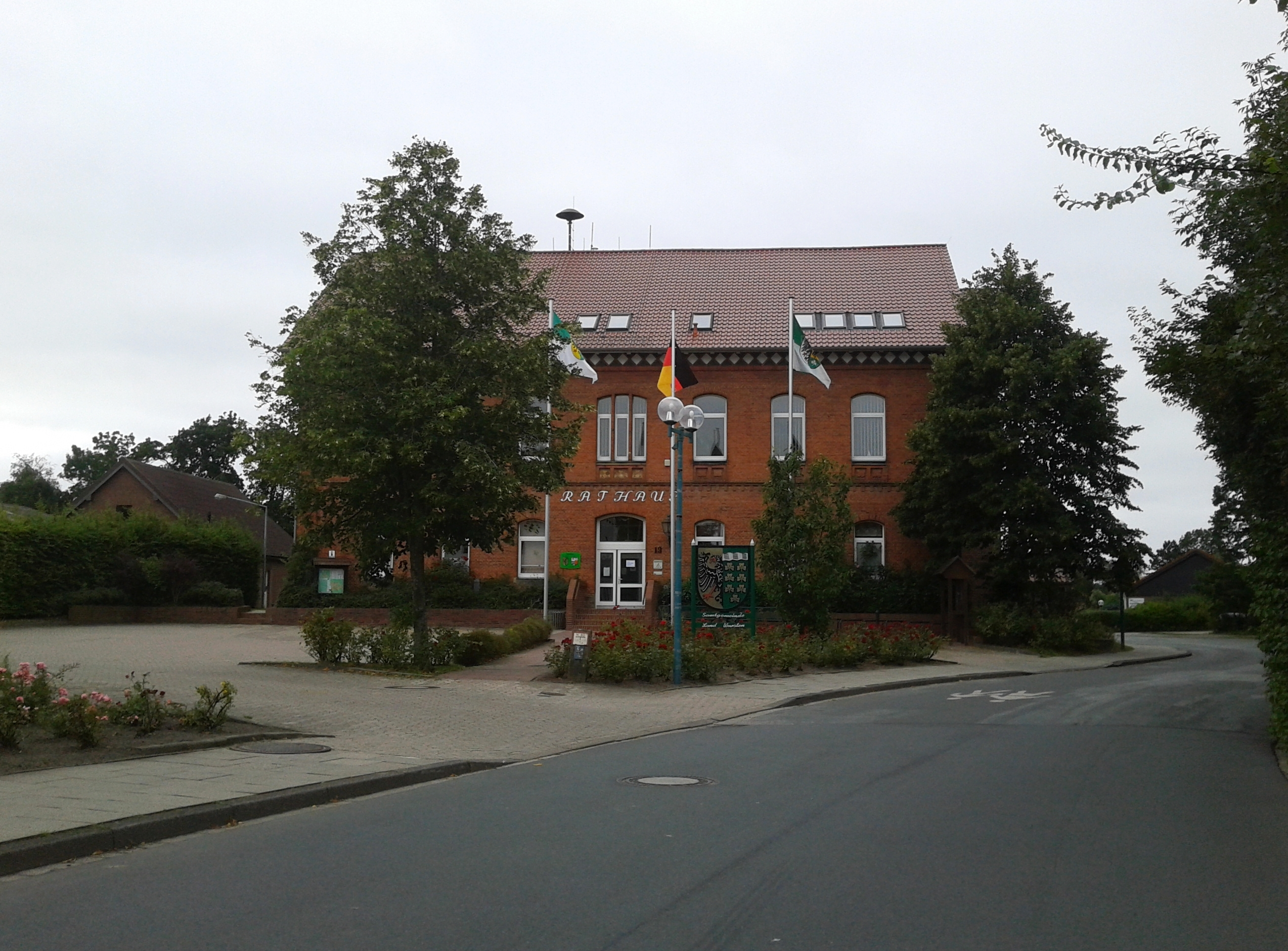
Rathaus

Die Ortsbürgermeisterin von Dorum ist Hanna Bohne (CDU). Ihr Stellvertreter ist Wilfried Grotheer (SPD).

### Wappen
Der Entwurf des Kommunalwappens von Dorum stammt von dem Heraldiker und Wappenmaler Gustav Völker, der zahlreiche Wappen im Landkreis Cuxhaven erschaffen hat.
| Wappen von Dorum | Blasonierung: „Gespalten, vorn in Silber ein halber schwarzer, rot-bewehrter Adler am Spalt, hinten in Gold der heilige Urban (schwarz) über grünem, mit einem silbernen Kleeblatt belegten Schildfuß.“                                                                         |
| Wappen von Dorum | Wappenbegründung: Der halbe Adler, welcher sich in vielen friesischen Wappen findet, weist auf die Bedeutung Dorums als Hauptort des friesischen Landes Wursten hin. Der heilige Urban ist der Patron der Dorumer Kirche und das Kleeblatt ist ein Sinnbild der Landwirtschaft. |

## Kultur und Sehenswürdigkeiten

### Deichmuseum
Das Deichmuseum Land Wursten veranschaulicht die Auseinandersetzung des Menschen mit dem Meer, die seit jeher im Mittelpunkt des Lebens der norddeutschen Küstenbewohner steht. In diesem Museum wurde erstmals die Entwicklung des Küstenschutzes von der Steinzeit bis in die Gegenwart dargestellt. Das ehemalige Deichmuseum Dorum hieß später Niedersächsisches Deichmuseum, bis es seinen heutigen Namen bekam. Das Deichmuseum Land Wursten ist von Mai bis Oktober für Besucher geöffnet.

### Bauwerke

#### Kirche

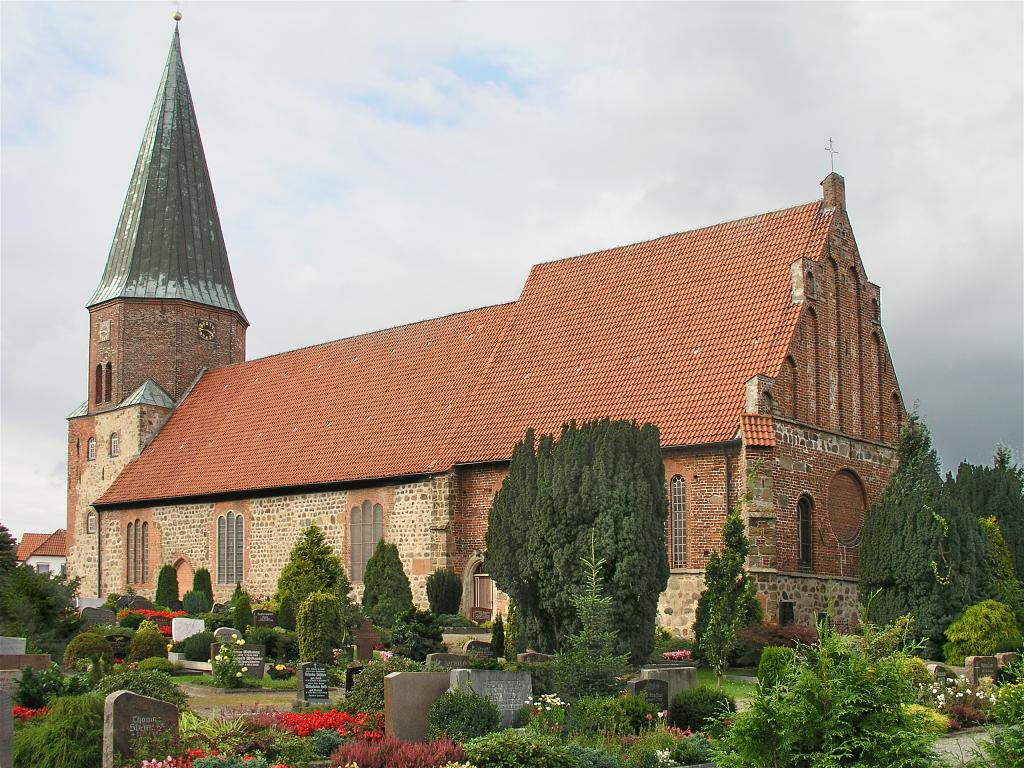
St.-Urbanus-Kirche

Die St.-Urbanus-Kirche gehört mit den Gotteshäusern in Wremen und Imsum zu den Hauptkirchen des Landes Wursten. Erbaut wurde sie um 1200. In der Größe und Ausstattung der Kirche spiegelt sich der damalige Wohlstand der Wurster Schiffer und Bauern wider. Neben dem Taufstein aus dem 12. Jahrhundert zählt das romanische Kruzifix aus dem 13. Jahrhundert zum ältesten Kircheninventar im Lande. Ein weiteres Kruzifix ist aus dem 15. Jahrhundert. Bekannt ist vor allem der Sakramentsbaum, der einer Sage nach bei einem Schiffbruch an die Küste gespült wurde.

#### Weitere Bauwerke
- Altenheim Alsumer Straße 52 (grodes Huus) von 1856 der Allersstiftung, heute Wohnhaus
- Hofanlage Dorumer Niederstrich 16 von 1868
- Wohn- und Wirtschaftsgebäude Dorumer Altendeich 14 von um 1880
- Superintendentur Dorum Eichenhamm 14 von 1912
- Amtsgerichtsgebäude Dorum von um 1890, heute Rathaus

#### Hafen in Dorum-Neufeld

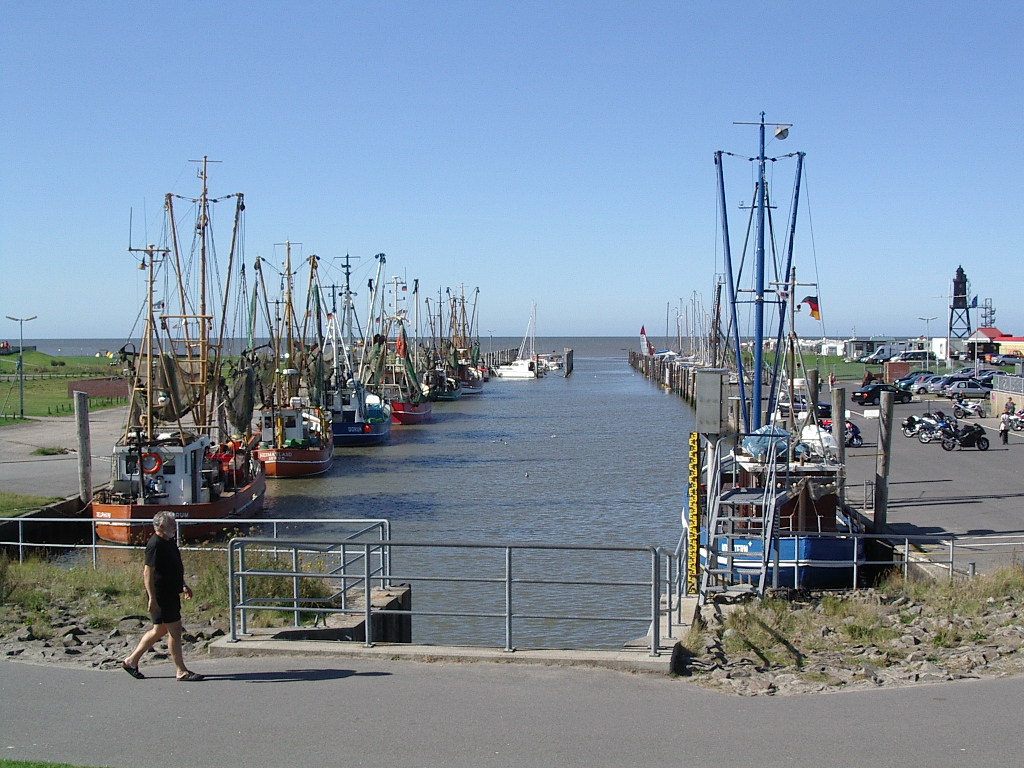
Kutterhafen am Dorumer Tief in Dorum-Neufeld

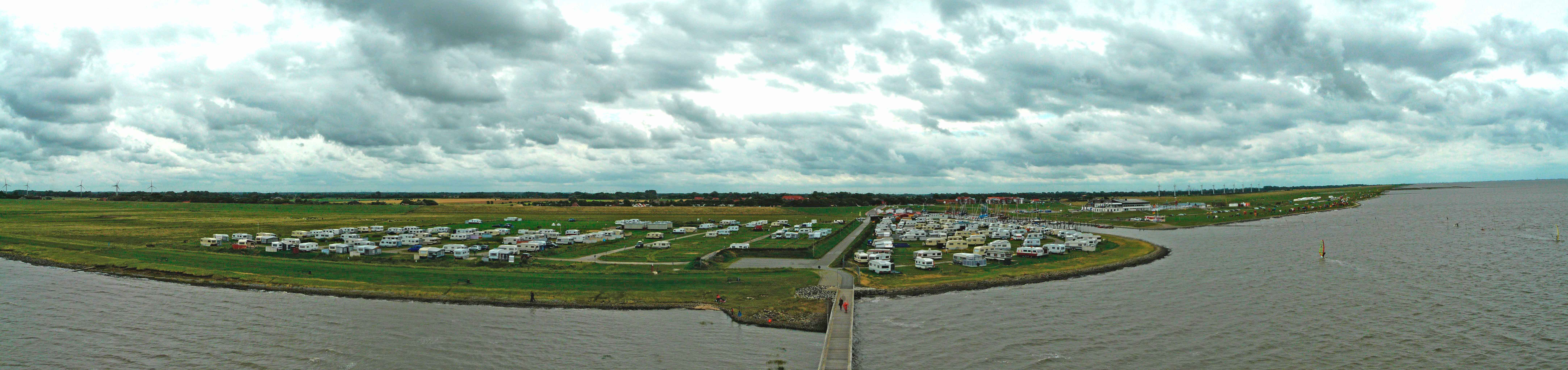
Panoramablick vom Leuchtturm

Dorum besitzt einen kleinen Hafen, den Sielhafen Dorum-Neufeld. Hier landen Krabbenkutter täglich ihren Fang für die Krabbenfischerei an. Neben dem Hafenbecken befindet sich ein Plateau mit Gastronomiebetrieben. Auf dem Deich hinter dem Hafen steht ein Denkmal zum Gedenken an die Opfer der Sturmfluten an der Nordseeküste.

#### Leuchtturm
Unmittelbar vor der Dorumer Küste, in Sichtweite des Hafens, steht der Leuchtturm Obereversand, der 2003 mittels eines Schwimmpontons nach Dorum verbracht wurde, nachdem seine Unterhaltung am ursprünglichen Standort Obereversand nicht mehr sinnvoll war. Über eine Seebrücke gelangt man über einen Treppenturm auf den historischen Leuchtturm.

### Denkmäler
- Das Deichbauer-Denkmal in Dorum-Neufeld von Leo Wirth erinnert Einheimische, Zugezogene und Touristen an die historischen Epochen des Deichbaues und die existentielle Bedeutung des Deiches für die Marschen. Initiator war der frühere Oberkreisdirektor des Landkreises Cuxhaven, Jürgen H. Th. Prieß, der die Errichtung mit dem Preisgeld des ihm verliehenen Hermann-Allmers-Preises förderte. Es trägt auf den vier Seiten des Sockels Inschriften.[25]
- Ein Kriegerdenkmal für die Gefallenen des Deutsch-Französischen Krieges steht an der Straße vor dem Eingang zur St.-Urbanus-Kirche und Friedhof in Dorum[26][27]
- Auf dem Kirchhof befindet sich ein zweites Kriegerdenkmal für die Gefallenen und Vermissten aus dem Ersten Weltkrieg[28][29]
- Ein drittes Kriegerdenkmal für die Opfer beider Weltkriege (ohne Namen) befindet sich am Zugang zum Kirchhof (von der Speckenstraße aus)[29]
- Im Kircheninneren befinden sich zwei hölzerne Gedenktafeln für die Gefallenen und Vermissten aus dem Zweiten Weltkrieg[29]

### Naturdenkmale
- Eibenpaar (Verordnungsdatum 2. Oktober 1995)

### Vereine und Verbände
- Arbeitsgemeinschaft aller Dorumer Vereine
- Budo Akademie Dorum
- Bürgerverein Dorumer Amtsgarten
- Chorgemeinschaft Dorum von 1881
- DLRG-Ortsgruppe Dorum
- Dorumer Frühling
- Dorumer Yacht-Club
- DRK-Ortsverein Dorum
- Fischereiverein Dorumer Tief
- Förderverein der Freiwilligen Feuerwehr Dorum
- Förderverein der Grundschule Dorum
- Förderverein der Oberschule Dorum
- Förderverein Leutturmdenkmal Obereversand
- Jagdgenossenschaft Dorum
- Reichsbund Dorum
- Schützenverein Dorum von 1926
- Shanty-Chor Dorum
- Sommerdeichverband Dorum/Cappel-Neufeld
- TuS Dorum

## Wirtschaft und Infrastruktur

### Unternehmen
Neben touristischen Unternehmen wie der Cuxland Ferienparks GmbH gibt es Handwerks- und Einzelhandelsbetriebe.

### Tourismus

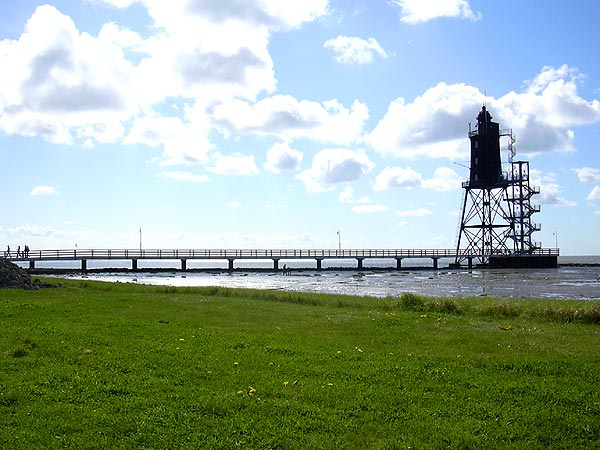
Leuchtturm Obereversand in Dorum-Neufeld

Dorum ist Schwerpunktort des Tourismus in der Gemeinde Wurster Nordseeküste. Der Ort bietet vielfältige Erholungs- und Kureinrichtungen, insbesondere am Hafen in Dorum-Neufeld. Jährlich sind über 650.000 Übernachtungen zu verzeichnen. Der Ort verfügt hinter dem Deich über mehrere Campingplätze. Das Meer vor Dorum gehört zum Nationalpark Niedersächsisches Wattenmeer.
Im Ortsteil Dorum-Neufeld gibt es zahlreiche Unterkünfte direkt am Meer, einen Badestrand, den Kutterhafen, das Wellness- und Kurmittelhaus „Cuxland Deichschlösschen“ mit einem beheizten Schwefelsole-Wellenfreibad und Wellnessbad, die Kurverwaltung mit Kinderspielhaus, den Leuchtturm und weitere touristische Einrichtungen.

### Verkehr
Durch Dorum führt die Landstraße von Midlum nach Bremerhaven. Dorum liegt etwa sechs Kilometer von der Bundesautobahn A 27 entfernt. Man gelangt über die Anschlussstelle Neuenwalde nach Dorum.
Der Bahnhof Dorum (Wesermünde) an der Bahnstrecke Bremerhaven–Cuxhaven wird regelmäßig im Personenverkehr bedient.
Durch den Ort fahren viele Regionalbuslinien, die hauptsächlich auf den Schüler- sowie auf den Berufsverkehr ausgerichtet sind. Das Anruf-Sammeltaxi (AST) bietet eine Ergänzung im ÖPNV-Angebot, da es an allen Tagen der Woche (auch Schulferien) geordert werden kann.

## Persönlichkeiten

### Söhne und Töchter des Ortes
- Wilhelm Jantzen (1800–1880), Hamburger Kaufmann und Abgeordneter
- Justus Alexander Saxer (1801–1875), Theologe und Generalsuperintendent der Generaldiözese Bremen-Verden
- Wilhelm von Borries (1802–1883), führender Politiker des Königreichs Hannover und Mitglied des westfälisch-niedersächsischen Adelsgeschlechts Borries
- Johann Finckh (1807–1867), adliges Familienmitglied derer von Finckh, Präsident des Obergerichts sowie Landtagspräsident des Großherzogtums Oldenburg
- Sophus Ruge (1831–1903), Geograph
- Eibe Hinrich Behlers (* 2. März 1835; † 16. März 1896), Deichgeschworener, er setzte sich für die Entwässerung des Marschenlandes ein und bekämpfte somit das „Kalte Fieber“ (= malariaähnliche Krankheit, auch Sumpf- und Marschenfieber genannt), an dem damals viele Bauern litten, die Dorumer Behlersstraße wurde nach ihm benannt und im Eingangsbereich des Amtsgartens erinnert ein Gedenkstein an seine Verdienste, er wurde im Dorumer Ortsteil Oberhausen geboren[30]
- Carl Fiedler (1864–1955), Entomologe und Mediziner
- Heinrich Siebern (1872–1938), Landesbauinspektor, Regierungsbaumeister, Provinzialkonservator, Hochschullehrer für Denkmalpflege, Autor und Flurnamen-Sammler
- Hans Windels (1882–1949), Landrat
- Paul Windels (1883–1970), Verwaltungsjurist und Landrat
- Karl Olfers (1888–1968), Politiker (SPD)
- Johann Frers (1895–1952), Chemiker
- Heinrich Sievers (1908–1999), Musikwissenschaftler, Musikkritiker, Hochschullehrer und Dirigent
- Rudi Steinkamp (* 1938), Basketballfunktionär und ehemaliger -schiedsrichter
- Wolfgang von Geldern (* 1944), Politiker (CDU), Bundestagsabgeordneter, Parlamentarischer Staatssekretär, Vorsitzender der Schutzgemeinschaft Deutscher Wald (SDW)

### Personen, die mit dem Ort in Verbindung stehen
- Magister Jordanus († vermutlich 1309), Kleriker und Gründer der Bibliothek der Andreaskirche in Braunschweig, er war Pfarrer und Dekan von Dorum
- Tjede Peckes (um 1500–1517), wurtfriesische Fahnenjungfer (auch als Jeanne d’Arc des Nordens bezeichnet), von ihr steht eine etwa lebensgroße Statue im Niedersächsischen Deichmuseum Dorum
- Antonius Wilde (vor 1575–um 1618), Orgelbauer in Otterndorf, er reparierte 1606 die Orgel der örtlichen St.-Urbanus-Kirche (nicht erhalten)
- Johann Matthias Schreiber (1716–1771), Orgelbauer in Glückstadt, er schuf von 1765 bis 1770 den Orgelneubau der örtlichen St.-Urbanus-Kirche (Prospekt erhalten)
- Johann Wilhelm Hönert (1723–1790), Pastor und Kirchenhistoriker, er war Schulrektor in Dorum
- Gregorius Struve († vor 1737), Meistergeselle von Arp Schnitger und namhafter Orgelbauer im Raum Oldenburg und Bremen, er reparierte 1728 die Orgel der örtlichen St.-Urbanus-Kirche (nicht erhalten)
- Georg Alexander Ruperti (1758–1839), lutherischer Theologe, Pastor in Dorum
- Hermann von Alvensleben (1809–1887), preußischer Generalleutnant und Besitzer des Rittergutes Schochwitz, im Deutsch-Französischen Krieg kommandierte man ihn nach Bremen zur Organisation der Bewachung der Küste von Dorum bis Emden
- Karl August Ludwig Mercker (1862–1942), evangelischer Theologe, Superintendent in Dorum
- Heinrich Spanuth (1873–1958), Religionspädagoge und Historiker, war Rektor in Dorum
- Hans Philipp Meyer (1919–1995), evangelisch-lutherischer Theologe und geistlicher Vizepräsident des Landeskirchenamtes Hannover in Hannover, Superintendent in Dorum
- Hans Aust (1926–1984), Lehrer und prähistorischer Archäologe, seit 1966 war er als Kreisarchäologe des Landkreises Cuxhaven tätig, Volksschullehrer in Dorum
- Heinrich Egon Hansen (1930–1996), Lehrer und Schulrat, bekannt wurde er als Laienschauspieler und Förderer von Heimatpflege und Regionalgeschichte zwischen Weser und Elbe, Mittelschullehrer in Dorum
- Diedrich Smidt (1931–2018), Veterinärmediziner und Agrarwissenschaftler, praktizierender Tierarzt in Dorum
- Traute Brüggebors, verheiratete Dittmann (* 1942), Lehrerin und Autorin, die überwiegend in niederdeutscher Sprache veröffentlicht, sie besuchte von 1953 bis 1954 die Realschule in Dorum
- Volker Müller (* 1959), Mikrobiologe und Biochemiker, Hochschullehrer, aufgewachsen in Dorum
- Thorsten Schriever (* 1976), Verwaltungsfachangestellter, Fußballschiedsrichter (DFB-Karriere 2000–2016), lebt in Dorum

## Sagen und Legenden
- Der Sakramentsbaum in Dorum[24][31]
- Die Sage vom königlichen Aal / der schwarze Wehl[24][32]

„Vor langer Zeit soll an der Stelle des Wehls (Wasserloch) zwischen Dorum und Dorum-Neufeld ein Bauer namens Pecke mit seiner Frau Sille gewohnt haben. Das Paar war sehr reich, aber auch geizig und hartherzig. Gern schnappten sie den anderen Bauern das Standgut vor der Nase weg. Eines Nachts fanden sie einen dicken Aal mit einer goldenen Krone auf dem Kopf und einer silbernen Spange am Schwanz. ‚Daar is de Aalkönig‘, rief Sille. Trotzdem wollte sie den fetten Aal unbedingt als Sonntagsbraten verzehren. Nicht einmal das Versprechen, dass sie Krone und Spange behalten dürften, rettete dem Aalkönig das Leben. Als der Kopf des Aales abgeschnitten wurde, ging ein unbändiger Sturm los. Der Deich brach und Haus sowie Hof samt Eheleuten versanken in einem tiefen Loch, das später der ‚Schwarze Wehl‘ genannt wurde. Heute ist der ‚Schwarze Wehl‘ als Angelteich beliebt und ein kleines Naturparadies.“
- Themeln[24][34]
- Rotthausen[24][35]
- Vom Adlerwappen der Wurster[24][36]